# Гурме
Гурмѐ (от френски: gourmet – „гастроном“) е ценител и познавач на добрата храна и напитки. В този смисъл, думата още може да се срещне и като гурман (gourmand), което обаче може да носи и смисъла на човек, който обича храната в големи количества, чревоугодник, лакомник.
Думата гурме е навлязла в езика и като прилагателно, описващо:
- изискани ястия, в чието приготовление и начин на поднасяне са вложени специални съставки, особено старание или творчество,
- готварски уреди, които се използват в процеса на това приготовление, или
- ресторанти, в които се поднасят такива изтънчени ястия.

Съществува и понятие „гурме туризъм“, с което се означава нишата в туристическия бизнес, която предлага пътувания до различни дестинации, съчетани с дегустации на характерни за региона храни и напитки (например вина и сирена).